# Daniel Weiß
Daniel Weiß (* 22. Februar 1990 in Titisee-Neustadt) ist ein deutscher Eishockeyspieler, der seit November 2024 bei den Moskitos Essen aus der drittklassigen Eishockey-Oberliga unter Vertrag steht und dort auf der Position des rechten Flügelstürmers spielt. Zuvor war Weiß unter anderem für die Eisbären Berlin, Nürnberg Ice Tigers, Augsburger Panther, Düsseldorfer EG, Iserlohn Roosters, Schwenninger Wild Wings und Bietigheim Steelers in der Deutschen Eishockey Liga (DEL) aktiv, wo er fast 700 Partien absolvierte und mit den Eisbären Berlin viermal die Deutsche Meisterschaft gewann. Sein älterer Bruder Alexander ist ebenfalls professioneller Eishockeyspieler.

## Karriere

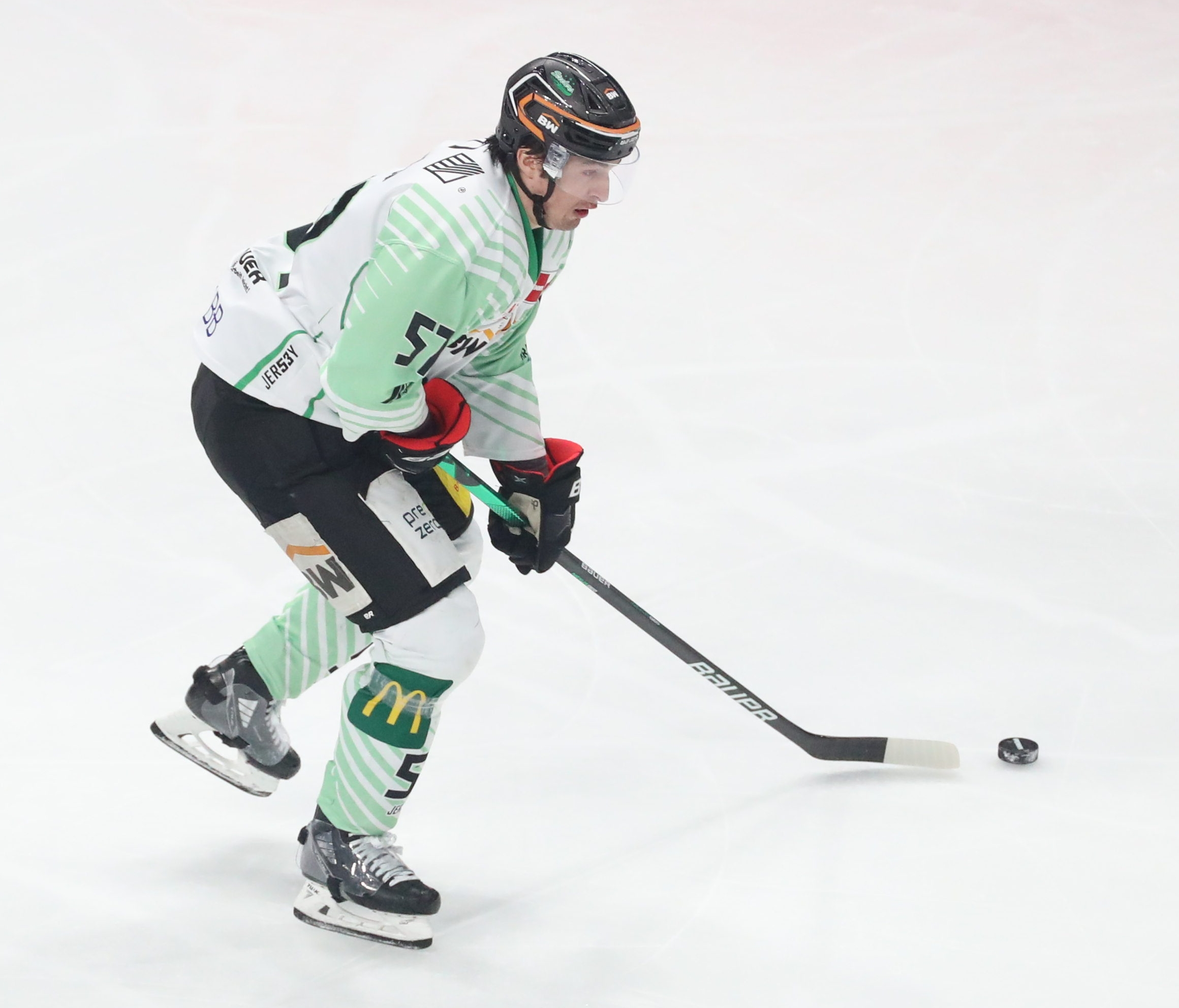
Weiß im Trikot der Bietigheim Steelers (2022)

Weiß begann seine Karriere im Jahr 2005 in der Deutschen Nachwuchsliga (DNL) bei den Eisbären Juniors Berlin. Dort konnte sich der rechte Flügelstürmer durch gute Leistungen für ein Engagement in der Oberliga-Mannschaft der Eisbären Juniors empfehlen. In der Saison 2007/08 hatte er mit 25 Scorerpunkten in 35 Spielen maßgeblichen Anteil am Klassenerhalt der Berliner Nachwuchsmannschaft. Darüber hinaus stand er in derselben Spielzeit erstmals im Profi-Kader der Eisbären und absolvierte zwölf Spiele in der Deutschen Eishockey Liga (DEL). Mit den Eisbären gewann er 2009 die Deutsche Meisterschaft. Im Oktober 2009 erhielt der Stürmer eine Förderlizenz für die Dresdner Eislöwen, den Kooperationspartner der Eisbären in der 2. Bundesliga, um Spielpraxis zu sammeln. In der folgenden Spielzeit gehörte er zum Kader der Eisbären, die die European Trophy 2010 gewinnen konnte.
Am 15. November 2012 wechselte Daniel Weiß auf Leihbasis zunächst bis Ende der Saison 2012/13 zum Ligakonkurrenten Nürnberg Ice Tigers, wobei Berlin Weiß bis Jahresende 2012 zurückholen hätte können, jedoch darauf verzichtete. Die Spielzeit 2013/14 verbrachte er wieder in Berlin, wechselte anschließend aber zu den Augsburger Panthern, für die er bis zum Ende der Saison 2015/16 auf dem Eis stand. Am 3. April 2016 gab die Düsseldorfer EG bekannt, Weiß bis 2019 unter Vertrag genommen zu haben. Vor der Saison 2018/19 einigten sich Weiß und die Düsseldorfer EG auf eine Vertragsauflösung und Weiß wechselte erneut zu den Nürnberg Ice Tigers. Der meist in einer defensiven Rolle, so unter anderem im Unterzahlspiel eingesetzte Mittelstürmer, konnte in dieser Spielzeit bei den Mittelfranken mit 30 erzielten Punkten auch offensive Akzente setzen. So wechselte er zur Saison 2019/20 zum Ligakonkurrenten Iserlohn Roosters, bei denen er eine offensivere Rolle übernehmen sollte. Dies gelang bei neun Scorerpunkten aus 40 Spielen nur zum Teil.
Nach Ablauf seines Vertrages war Weiß vereinslos, ehe er im November 2020 von den Eispiraten Crimmitschau aus der DEL2 verpflichtet wurde. Für die Eispiraten war er bis Februar 2021 aktiv, ehe er zu den Schwenninger Wild Wings wechselte, damit wieder in der DEL spielte und bei den Wild Wings auf seinen Bruder Alexander traf. Von Juli 2021 an stand er beim DEL-Aufsteiger Bietigheim Steelers unter Vertrag, bevor Weiß im Februar 2023 erneut in die DEL2 wechselte und sich dem EC Bad Nauheim anschloss. Mit den Roten Teufeln erreichte er in der Folge das Meisterschaftsfinale und gehörte dem Kader bis zum Januar 2024, ehe sich der Klub von ihm trennte. Weiß wechselte daraufhin bis zum Saisonende zum Ligakonkurrenten Kassel Huskies, mit dem er im Meisterschaftsfinale den Eisbären Regensburg unterlag. Danach blieb der Stürmer bis Ende November 2024 vereinslos, ehe er sich mit den Moskitos Essen aus der drittklassigen Oberliga auf ein Engagement verständigte.

### International
Für die deutsche U18-Auswahl nahm Weiß an den Weltmeisterschaften dieser Altersklasse in den Jahren 2007 und 2008 teil. Im Jahr 2008 wurde er zudem für die U20-Nationalmannschaft nominiert, mit der er im selben Jahr an der U20-Weltmeisterschaft der Division I in Bad Tölz teilnahm und den Aufstieg in die Top-Division feiern konnte. Weiß absolvierte fünf Spiele und konnte dabei neun Scorerpunkte sammeln. Damit war er einer der punktbesten Spieler der deutschen Auswahl.
Weitere Einsätze folgten bei der U20-Weltmeisterschaft 2009 und der U20-Weltmeisterschaft der Division I 2010. Im Jahr 2009 musste die U20-Auswahl in die Division I absteigen, schaffte aber 2010 den Wiederaufstieg in die Top-Division. Dazu trug Weiß als deutscher Topscorer und zweitbester Scorer des Turniers mit drei Toren und vier Assists bei. In der A-Nationalmannschaft kam der Flügelstürmer im Verlauf der Saison 2011/12 zu zwei Einsätzen.

## Erfolge und Auszeichnungen
| - 2008 Deutscher Meister mit den Eisbären Berlin - 2009 Deutscher Meister mit den Eisbären Berlin - 2010 European-Trophy-Gewinn mit den Eisbären Berlin | - 2011 Deutscher Meister mit den Eisbären Berlin - 2012 Deutscher Meister mit den Eisbären Berlin |

### International
- 2008 Aufstieg in die Top-Division bei der U20-Weltmeisterschaft der Division I, Gruppe A
- 2010 Aufstieg in die Top-Division bei der U20-Weltmeisterschaft der Division I, Gruppe A

## Karrierestatistik
Stand: Ende der Saison 2023/24

### International
Vertrat Deutschland bei:
| - U18-Junioren-Weltmeisterschaft 2007 - U20-Junioren-Weltmeisterschaft der Division I 2008 - U18-Junioren-Weltmeisterschaft 2008 | - U20-Junioren-Weltmeisterschaft 2009 - U20-Junioren-Weltmeisterschaft der Division I 2010 |

(Legende zur Spielerstatistik: Sp oder GP = absolvierte Spiele; T oder G = erzielte Tore; V oder A = erzielte Assists; Pkt oder Pts = erzielte Scorerpunkte; SM oder PIM = erhaltene Strafminuten; +/− = Plus/Minus-Bilanz; PP = erzielte Überzahltore; SH = erzielte Unterzahltore; GW = erzielte Siegtore; 1 Play-downs/Relegation; Kursiv: Statistik nicht vollständig)